# Saint-Sernin (Lot-et-Garonne)
Pour les articles homonymes, voir Saint-Sernin.
Saint-Sernin est une commune du Sud-Ouest de la France, située dans le département de Lot-et-Garonne (région Nouvelle-Aquitaine).
Elle appartient à l'arrondissement de Marmande et au canton des Coteaux de Guyenne.

## Géographie

### Localisation
La commune est située dans le vignoble des Côtes de Duras, à 3 km au nord-est de Duras. Elle est limitrophe du département de la Gironde.

### Communes limitrophes
Les communes limitrophes sont Riocaud, Duras, Pardaillan, Saint-Astier, Saint-Jean-de-Duras, Savignac-de-Duras et Villeneuve-de-Duras.
| Riocaud (Gironde) | Villeneuve-de-Duras | Saint-Astier        |
| Savignac-de-Duras | Saint-Sernin        | Saint-Jean-de-Duras |
| Duras             | Pardaillan          |                     |

### Climat
Pour des articles plus généraux, voir Climat de la Nouvelle-Aquitaine et Climat de Lot-et-Garonne.
Historiquement, la commune est exposée à un climat océanique aquitain.  
En 2020, Météo-France publie une typologie des climats de la France métropolitaine dans laquelle la commune est exposée à un climat océanique et est dans la région climatique Aquitaine, Gascogne, caractérisée par une pluviométrie abondante au printemps, modérée en automne, un faible ensoleillement au printemps, un été chaud (19,5 °C), des vents faibles, des brouillards fréquents en automne et en hiver et des orages fréquents en été (15 à 20 jours).
Pour la période 1971-2000, la température annuelle moyenne est de 12,7 °C, avec une amplitude thermique annuelle de 15,2 °C. Le cumul annuel moyen de précipitations est de 815 mm, avec 11,1 jours de précipitations en janvier et 6,6 jours en juillet. Pour la période 1991-2020, la température moyenne annuelle observée sur la station météorologique la plus proche, située sur la commune de Port-Sainte-Foy-et-Ponchapt à 15 km à vol d'oiseau, est de 13,8 °C et le cumul annuel moyen de précipitations est de 809,4 mm,. Pour l'avenir, les paramètres climatiques de la commune estimés pour 2050 selon différents scénarios d’émission de gaz à effet de serre sont consultables sur un site dédié publié par Météo-France en novembre 2022.

## Urbanisme

### Typologie
Au 1er janvier 2024, Saint-Sernin est catégorisée commune rurale à habitat très dispersé, selon la nouvelle grille communale de densité à sept niveaux définie par l'Insee en 2022.
Elle est située hors unité urbaine et hors attraction des villes,.

### Occupation des sols

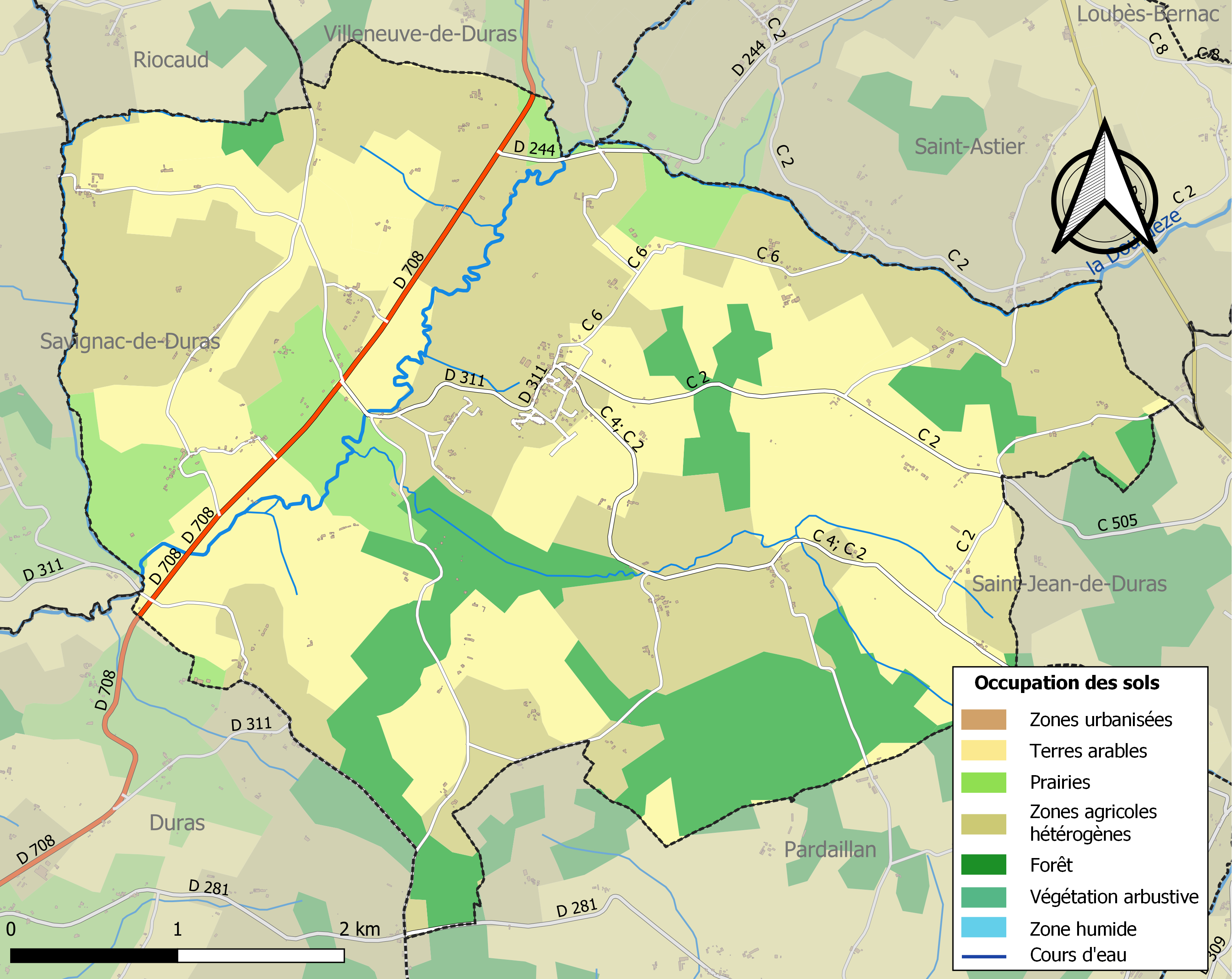
Carte des infrastructures et de l'occupation des sols de la commune en 2018 (CLC).

L'occupation des sols de la commune, telle qu'elle ressort de la base de données européenne d’occupation biophysique des sols Corine Land Cover (CLC), est marquée par l'importance des territoires agricoles (83,8 % en 2018), en diminution par rapport à 1990 (87 %). La répartition détaillée en 2018 est la suivante : 
zones agricoles hétérogènes (39,4 %), terres arables (23,6 %), forêts (16,2 %), cultures permanentes (13,9 %), prairies (6,9 %). L'évolution de l’occupation des sols de la commune et de ses infrastructures peut être observée sur les différentes représentations cartographiques du territoire : la carte de Cassini (XVIIIe siècle), la carte d'état-major (1820-1866) et les cartes ou photos aériennes de l'IGN pour la période actuelle (1950 à aujourd'hui).

### Risques majeurs
Le territoire de la commune de Saint-Sernin est vulnérable à différents aléas naturels : météorologiques (tempête, orage, neige, grand froid, canicule ou sécheresse), inondations, mouvements de terrains et séisme (sismicité très faible). Il est également exposé à un risque technologique, le transport de matières dangereuses. Un site publié par le BRGM permet d'évaluer simplement et rapidement les risques d'un bien localisé soit par son adresse soit par le numéro de sa parcelle.

#### Risques naturels
Certaines parties du territoire communal sont susceptibles d’être affectées par le risque d’inondation par une crue à  débordement lent de cours d'eau, notamment la Dourdèze. La commune a été reconnue en état de catastrophe naturelle au titre des dommages causés par les inondations et coulées de boue survenues en 1982, 1983, 1999 et 2009,.
Les mouvements de terrains susceptibles de se produire sur la commune sont des affaissements et effondrements liés aux cavités souterraines (hors mines) et des tassements différentiels. Afin de mieux appréhender le risque d’affaissement de terrain, un inventaire national permet de localiser les éventuelles cavités souterraines sur la commune.

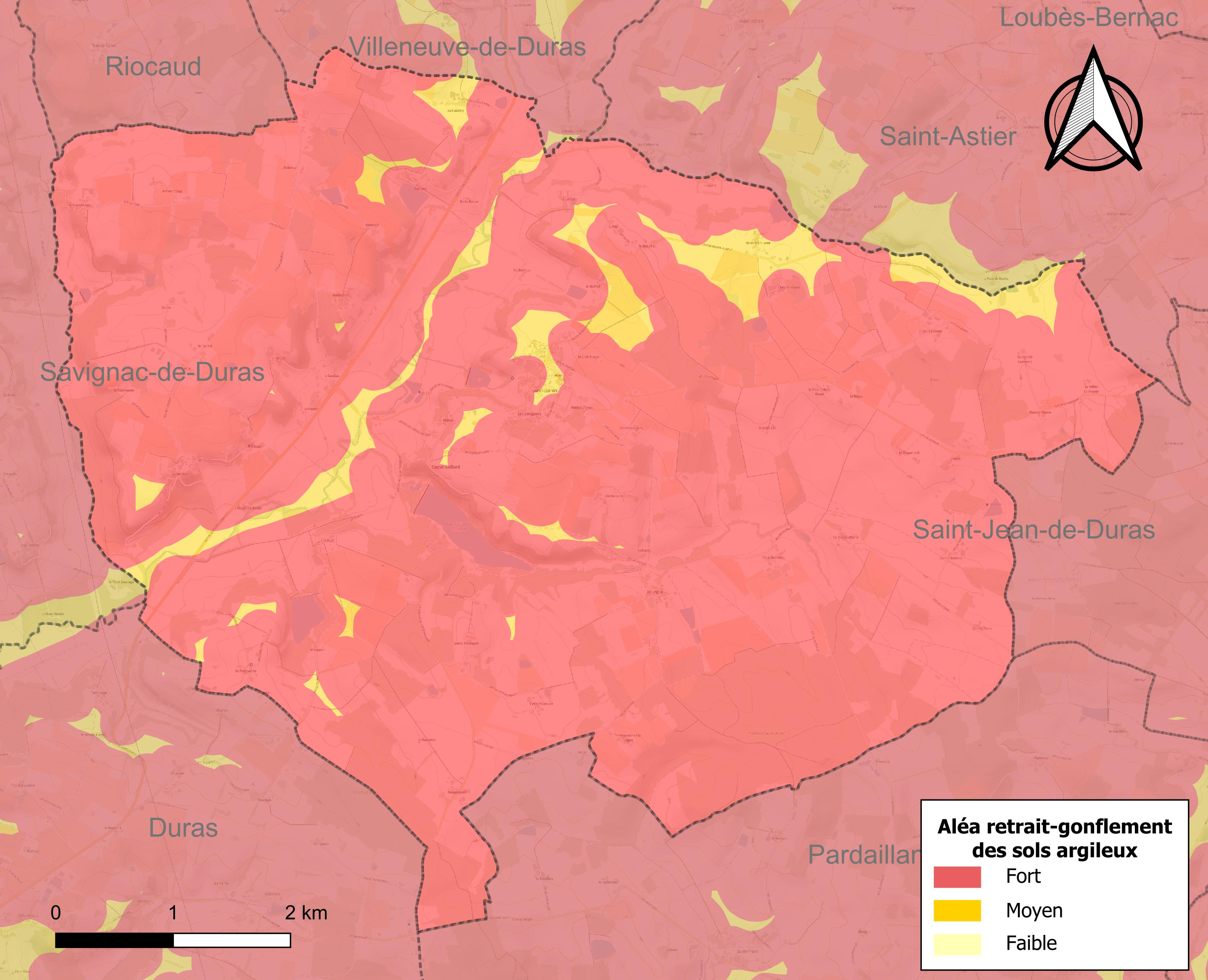
Carte des zones d'aléa retrait-gonflement des sols argileux de Saint-Sernin.

Le retrait-gonflement des sols argileux est susceptible d'engendrer des dommages importants aux bâtiments en cas d’alternance de périodes de sécheresse et de pluie. La totalité de la commune est en aléa moyen ou fort (91,8 % au niveau départemental et 48,5 % au niveau national). Depuis le 1er octobre 2020, en application de la loi ELAN, différentes contraintes s'imposent aux vendeurs, maîtres d'ouvrages ou constructeurs de biens situés dans une zone classée en aléa moyen ou fort,.
Concernant les mouvements de terrains, la commune a été reconnue en état de catastrophe naturelle au titre des dommages causés par la sécheresse en 1989, 2002, 2003 et 2011 et par des mouvements de terrain en 1999.

## Histoire
Un tumulus a été découvert au lieu-dit du Roc et le refuge de Castelgaillard attestent d'une présence ancienne sur la commune. On peut aussi noter l'église romane de Lubersac qui date du XIIe siècle.

## Politique et administration
| Période                                  | Période  | Identité       | Étiquette | Qualité                    |
| ---------------------------------------- | -------- | -------------- | --------- | -------------------------- |
| 1998                                     | En cours | Pierre Clament | PS        | Directeur régional adjoint |
| Les données manquantes sont à compléter. |          |                |           |                            |

## Démographie
L'évolution du nombre d'habitants est connue à travers les recensements de la population effectués dans la commune depuis 1793. Pour les communes de moins de 10 000 habitants, une enquête de recensement portant sur toute la population est réalisée tous les cinq ans, les populations de référence des années intermédiaires étant quant à elles estimées par interpolation ou extrapolation. Pour la commune, le premier recensement exhaustif entrant dans le cadre du nouveau dispositif a été réalisé en 2004.

En 2022, la commune comptait 483 habitants, en évolution de +16,95 % par rapport à 2016 (Lot-et-Garonne : −0,18 %, France hors Mayotte : +2,11 %).
| 1793 | 1800 | 1806 | 1821 | 1831 | 1836 | 1841  | 1846 | 1851 |
| ---- | ---- | ---- | ---- | ---- | ---- | ----- | ---- | ---- |
| 549  | 575  | 578  | 579  | 912  | 988  | 1 018 | 913  | 874  |

| 1856 | 1861 | 1866 | 1872 | 1876 | 1881 | 1886 | 1891 | 1896 |
| ---- | ---- | ---- | ---- | ---- | ---- | ---- | ---- | ---- |
| 830  | 862  | 844  | 743  | 800  | 783  | 692  | 618  | 647  |

| 1901 | 1906 | 1911 | 1921 | 1926 | 1931 | 1936 | 1946 | 1954 |
| ---- | ---- | ---- | ---- | ---- | ---- | ---- | ---- | ---- |
| 648  | 645  | 619  | 561  | 561  | 622  | 585  | 609  | 602  |

| 1962 | 1968 | 1975 | 1982 | 1990 | 1999 | 2004 | 2006 | 2009 |
| ---- | ---- | ---- | ---- | ---- | ---- | ---- | ---- | ---- |
| 532  | 414  | 366  | 362  | 340  | 397  | 429  | 460  | 419  |

| 2014 | 2019 | 2022 | - | - | - | - | - | - |
| ---- | ---- | ---- | - | - | - | - | - | - |
| 422  | 475  | 483  | - | - | - | - | - | - |

## Économie

### Tourisme

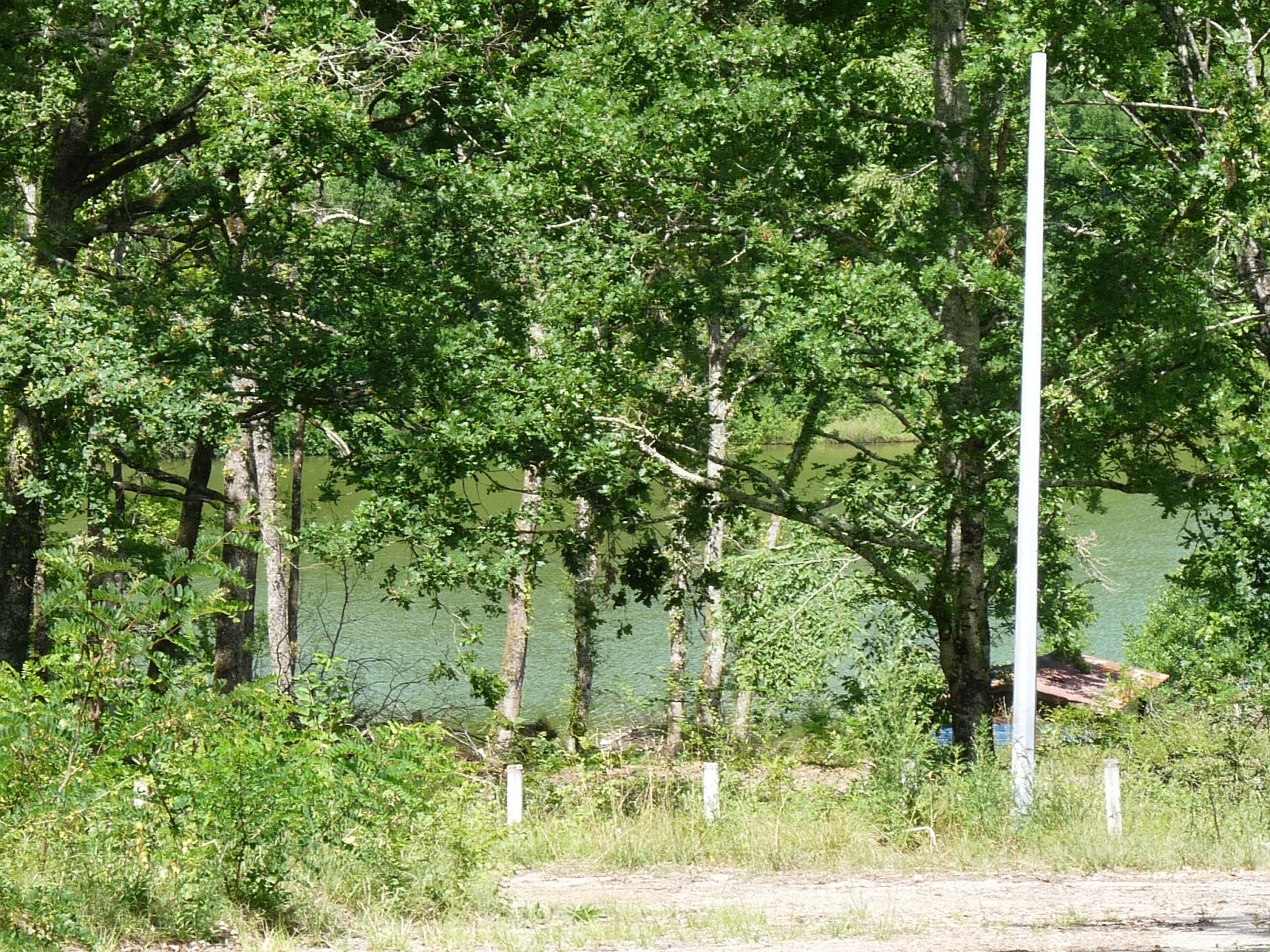
Le lac de Castelgaillard en 2015.

La commune offre de nombreux gîtes ruraux.
Le lac de Castelgaillard a été un lieu de baignade et tourisme estival importants des alentours, mais il a fermé en 2003 à cause de normes plus restrictives.

## Équipements, services et vie locale

### Enseignement
La commune possède une école.

### Sports et activités
- Terrains de tennis, au bourg

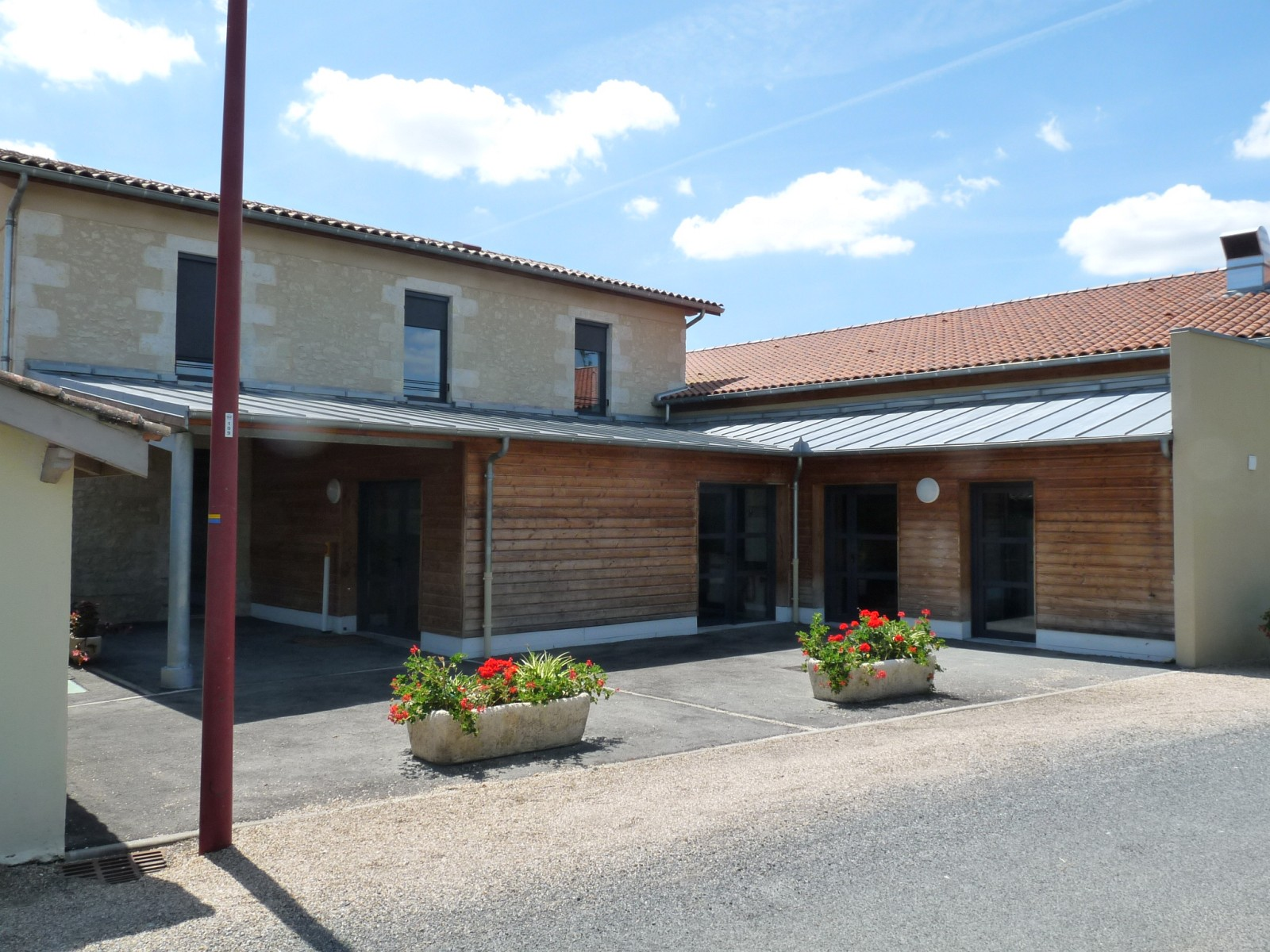
Salle communale.
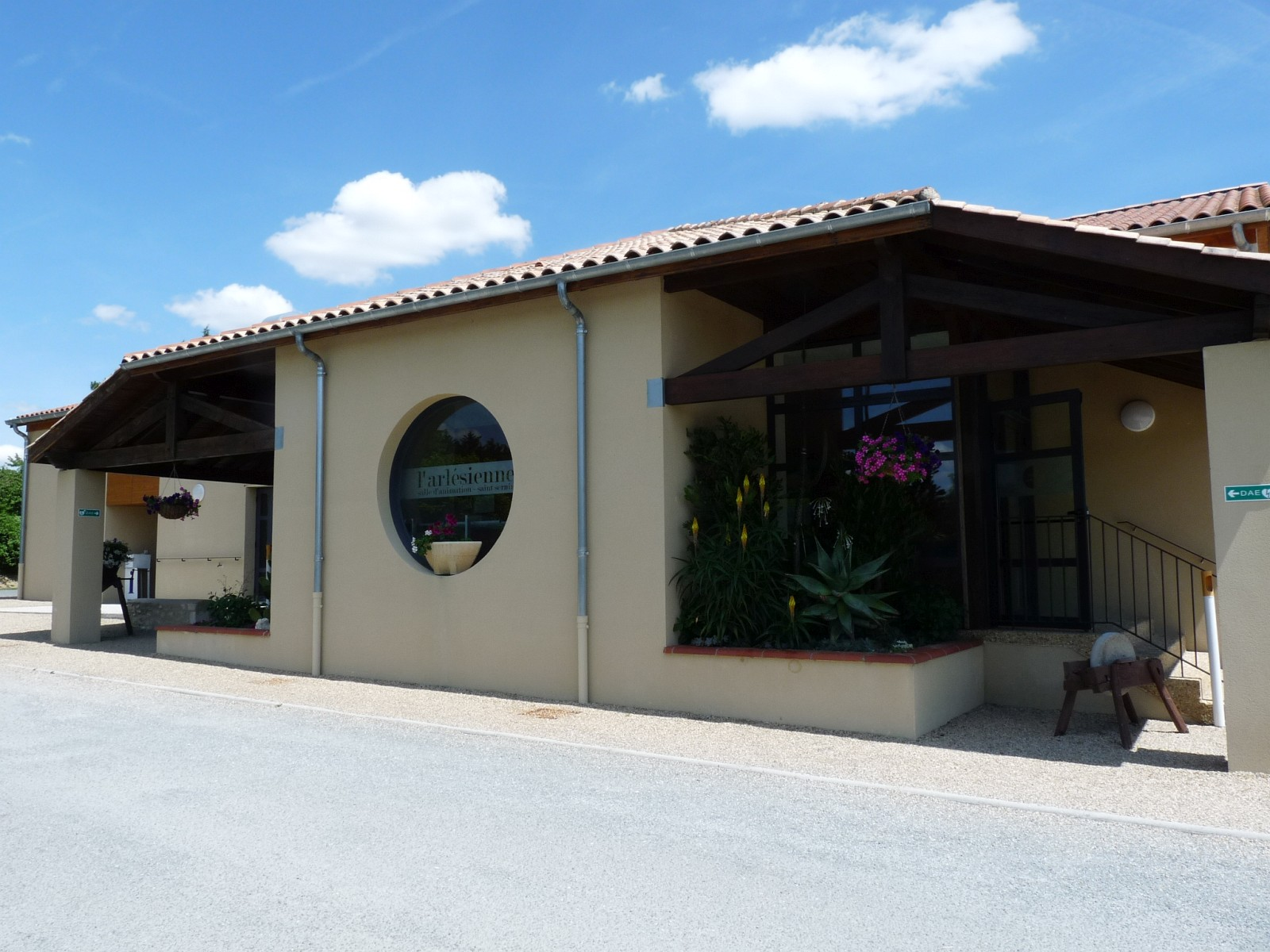
La salle des fêtes.
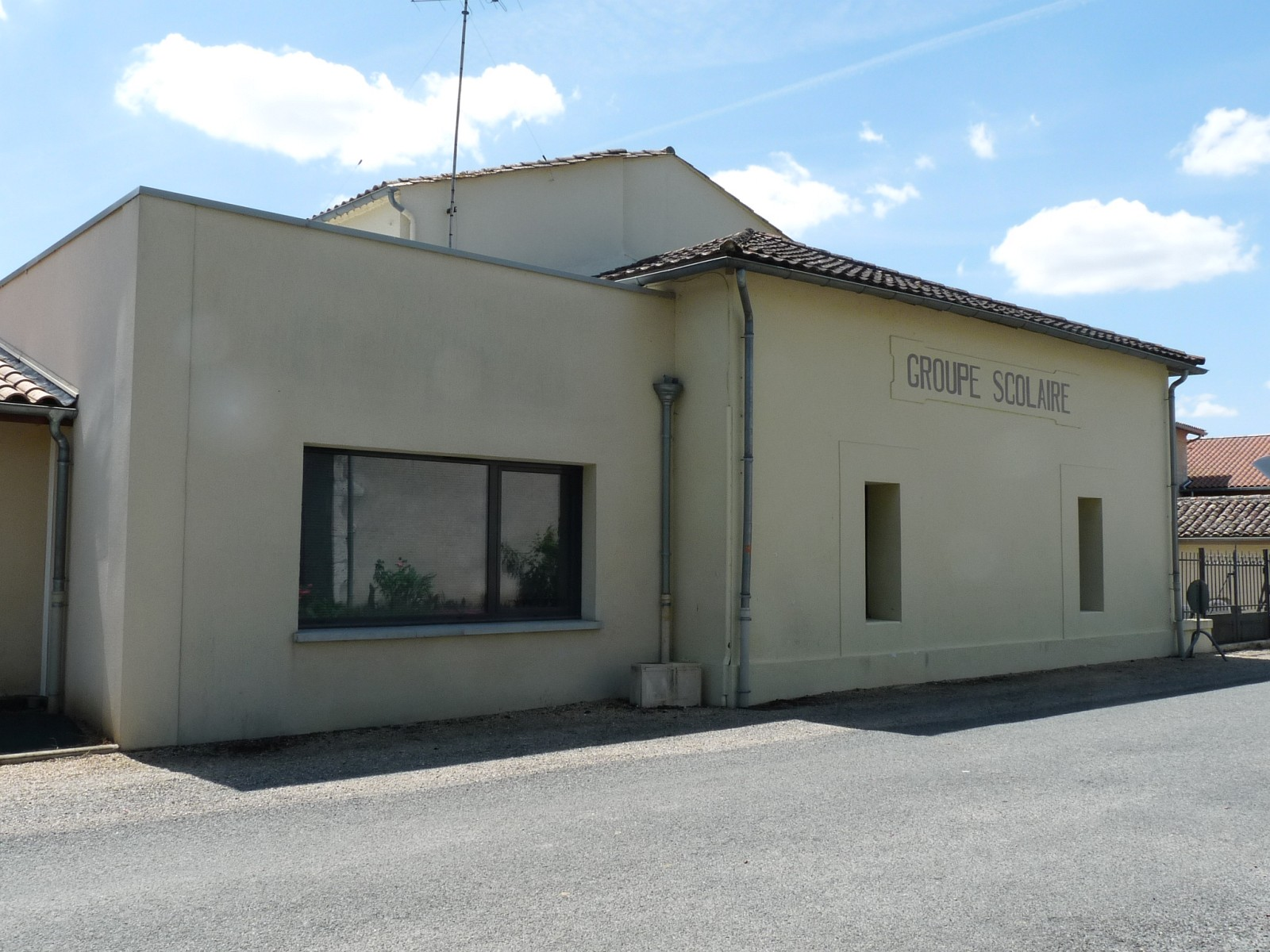
L'école.
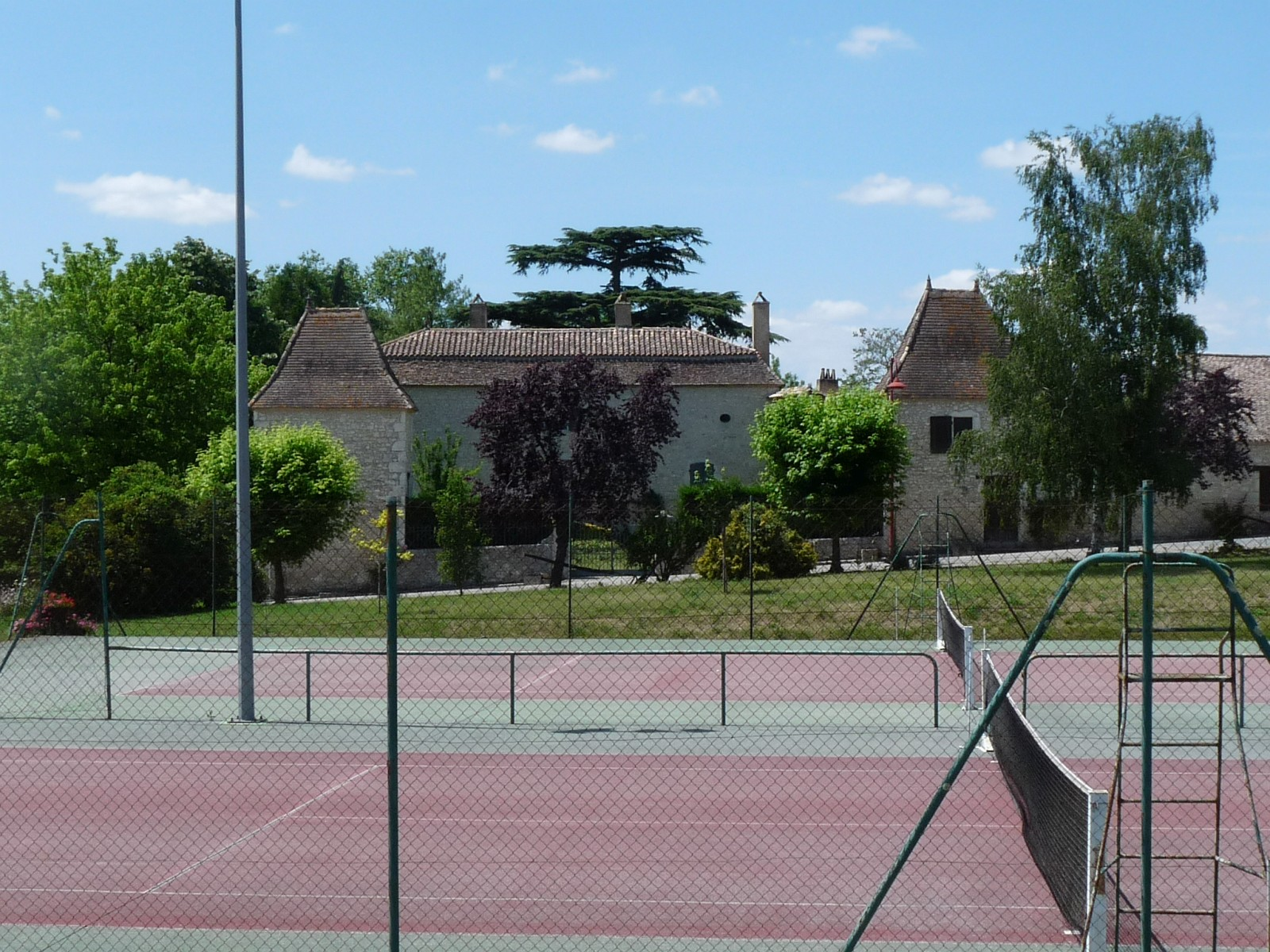
Courts de tennis municipaux devant le château.

## Lieux et monuments
- L'église paroissiale Saint-Sernin.
- L'église Saint-Jean-Baptiste, à Lubersac.

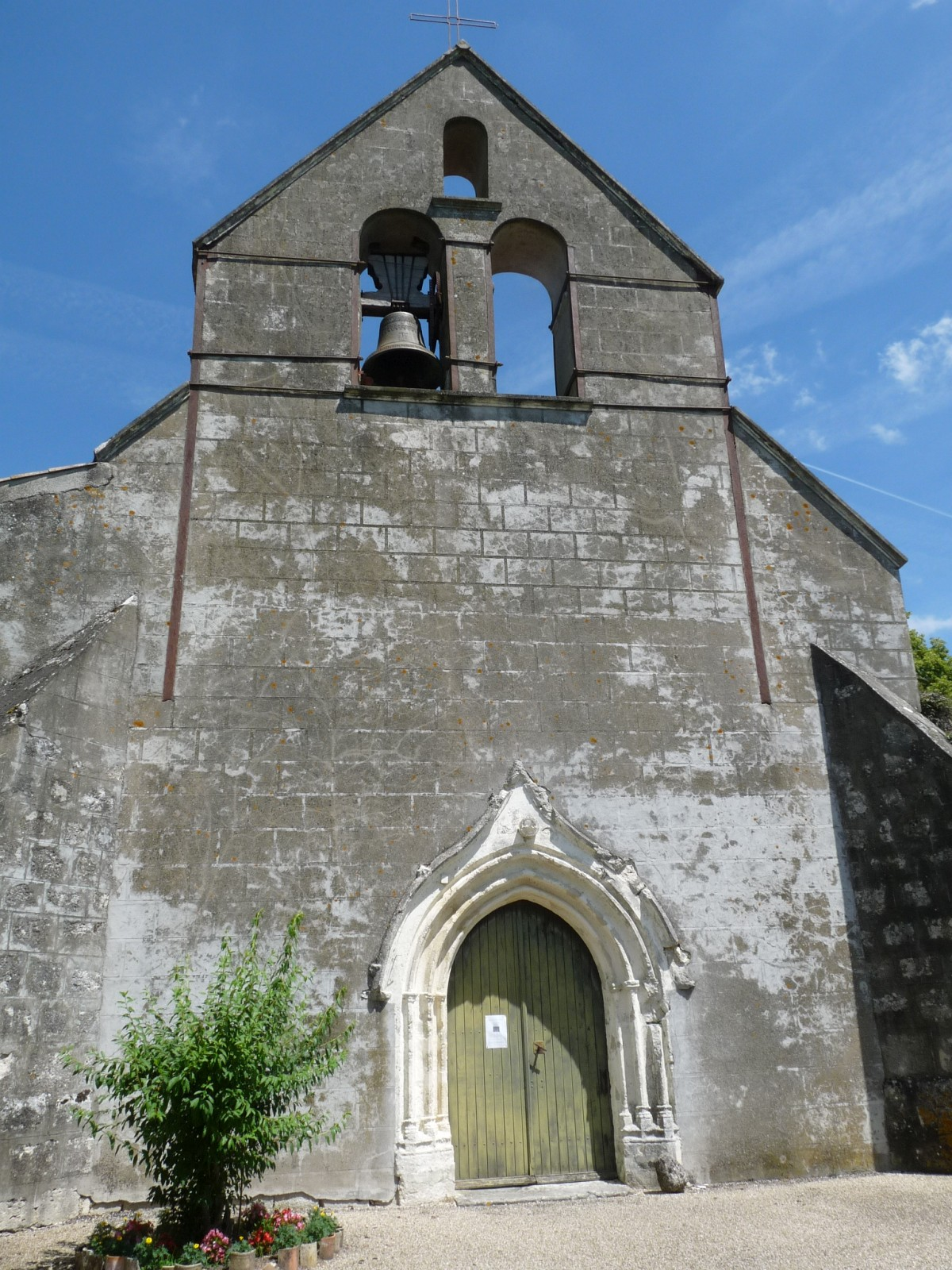
L'église Saint-Sernin.
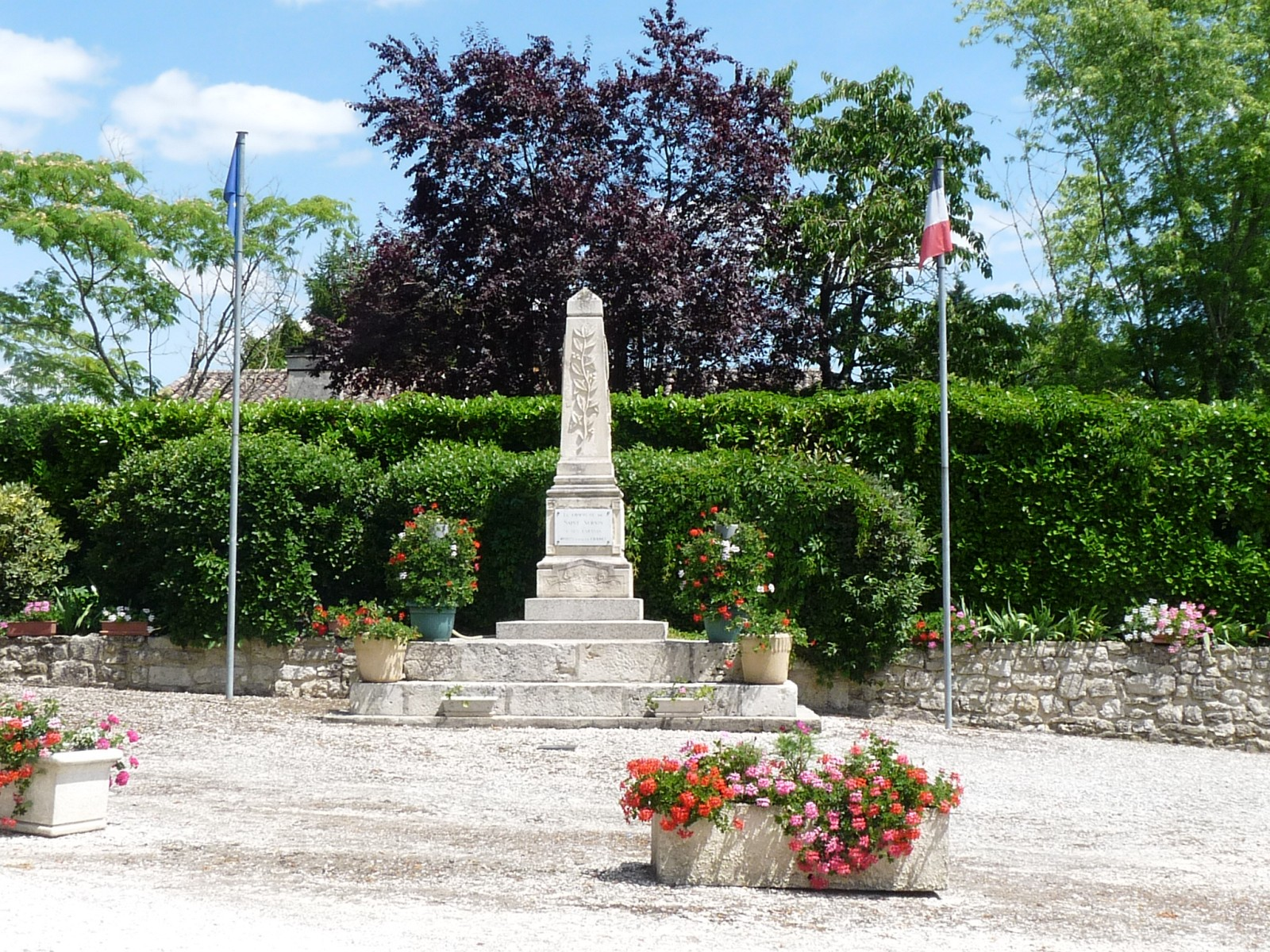
Le monument aux morts.

## Héraldique
| Blason de Saint-Sernin | Blason  | De gueules au léopard d'or, armé et lampassé d'azur en pointe, surmonté à dextre d'une gerbe de blé d'or liée de sable; au franc-quartier senestre cousu d'azur et chargé d'un lion d'argent. |
| Blason de Saint-Sernin | Détails | Le statut officiel du blason reste à déterminer. |